# Königreich Jerusalem

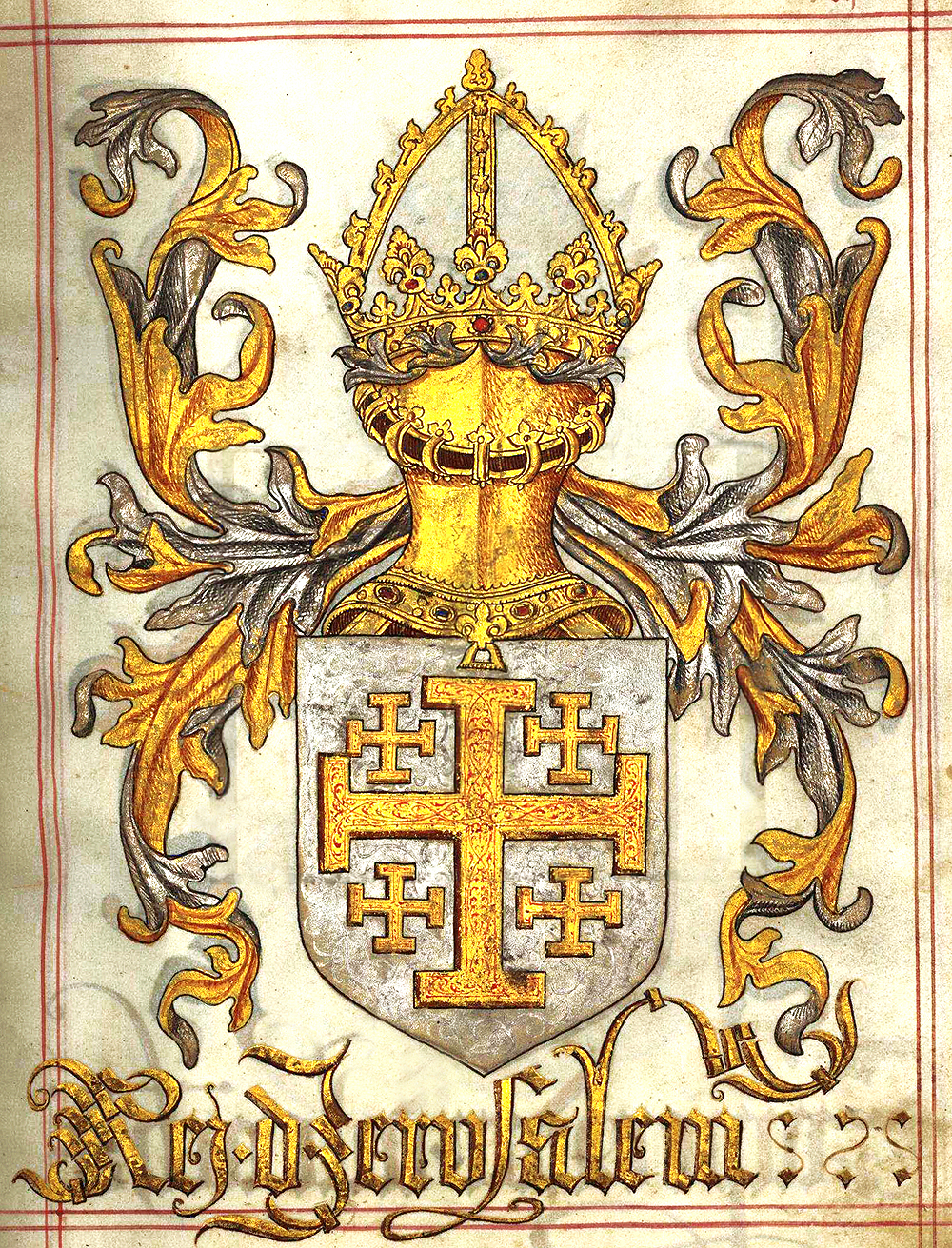
Wappen des Königreichs Jerusalem (Wappenbuch Livro do Armeiro-Mor, 1509)

Das Königreich Jerusalem war einer der vier Kreuzfahrerstaaten im Nahen Osten. Es bestand von 1099 bis 1291.

## Geschichte

### Gründung

Das Königreich Jerusalem und die anderen Kreuzfahrerstaaten, 1135

Das Königreich Jerusalem entstand nach der Eroberung Jerusalems durch das Heer des ersten Kreuzzugs am 15. Juli 1099. Als Herrscher kamen unter den zum Bleiben bereiten Führern Raimund von Toulouse und Gottfried von Bouillon in Frage. Raimund lehnte die zuerst ihm angetragene Königskrone mit der Begründung ab, in der Stadt, in welcher Jesus Christus die Dornenkrone getragen habe, wolle er nicht die Königskrone tragen. Auch Gottfried lehnte eine Krönung ab, erklärte sich jedoch bereit, dennoch die Herrschaft zu übernehmen. Als Herr über den neuerrichteten Kreuzfahrerstaat wurde Gottfried meist princeps („Fürst“), selten jedoch auch advocatus sancti sepulchri („Beschützer“ bzw. „Vogt des Heiligen Grabes“) genannt. Nach Gottfrieds Tod im Juli 1100 übernahm sein Bruder Balduin I. die Herrschaft und wurde in Bethlehem zum König gekrönt.

### Festigung
Das Königreich betrieb bald eine Ausgleichspolitik, die auch den Muslimen entgegenkam. Diese Politik trug nicht zuletzt der Tatsache Rechnung, dass die verbliebenen Franken (wie die Europäer von den Muslimen genannt wurden) zahlenmäßig nicht stark genug waren, um das Land ohne Kooperation mit den Einheimischen (seien es Christen, Juden oder Muslime) zu beherrschen.
Balduin I. erweiterte das Königreich um die Hafenstädte Akkon, Sidon und Beirut und erlangte auch die Oberhoheit über die anderen Kreuzfahrerstaaten im Norden: das Fürstentum Antiochia, die Grafschaft Edessa und die Grafschaft Tripolis. Während seiner Regierungszeit wuchs die Zahl der lateinischen Einwohner des Landes kontinuierlich an und ein Lateinischer Patriarch von Jerusalem wurde berufen. Die italienischen Seerepubliken Venedig, Pisa und Genua begannen, im Reich eine wesentliche Rolle zu spielen: Nachdem ihre Flotte die Eroberung der Hafenstädte unterstützt hatte, durften sie autonome Handelskontore ohne Verpflichtung zu Steuerzahlung und Militärdienst einrichten. Der nun sich entwickelnde Asienhandel brachte dem Königreich jedoch auch ohne diese Steuern einen beträchtlichen Wohlstand.
Balduin starb 1118 ohne Erben; ihm folgte sein Vetter Balduin II., Graf von Edessa. Auch er war ein fähiger Regent, in dessen Zeit – obwohl er mehrfach in muslimische Gefangenschaft geriet – die Grenzen des Königreichs ausgeweitet wurden. 1124 wurde die Stadt Tyros erobert.

### In der Defensive
Als Balduin II. 1131 starb, wurde sein Schwiegersohn Fulko von Anjou sein Nachfolger, der sich fast unmittelbar nach seiner Thronbesteigung einem neuen und gefährlichen Feind gegenübersah, dem Atabeg Zengi von Mossul und Aleppo. Während es Fulko gelang, Zengi zeit seiner Regierung aus dem Land fernzuhalten, ging unter der Herrschaft seines jungen Sohnes Balduin III. und der Regentschaft seiner Mutter Melisende aufgrund der nun weniger großen politischen Stabilität die Grafschaft Edessa verloren.
Dies wiederum führte zum Fiasko des Zweiten Kreuzzugs, in dem – entgegen den Vorstellungen der Jerusalemer Adligen – die Kreuzfahrer-Könige Ludwig VII. von Frankreich und Konrad III. von Deutschland sich entschieden, nicht Zengis Sohn Nur ad-Din in Aleppo anzugreifen, der seinem Vater 1146 gefolgt war, sondern den friedlichen Emir von Damaskus.
Kurze Zeit später übernahm Balduin III. persönlich die Herrschaft, obwohl seine Mutter erfolglos versuchte, die Kontrolle über das Reich zu behalten. Wie seine Vorgänger, so war auch Balduin III. ein fähiger König. Er eroberte Askalon nach langer Belagerung 1153 von den Fatimiden, den letzten ägyptischen Außenposten an der palästinensischen Küste. Gleichzeitig wurde aber die Situation der Kreuzfahrer kritisch, als Nur ad-Din Damaskus eroberte und damit das ganze muslimische Syrien unter seine Herrschaft brachte.

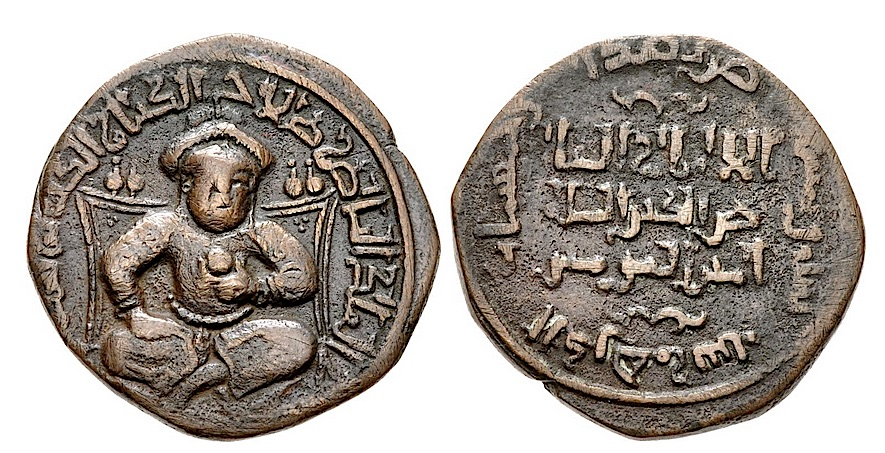
Saladin auf einer zeitgenössischen Dirham-Kupfermünze

Balduin III. starb 1162 unter mysteriösen Umständen. Sein Nachfolger wurde sein Bruder Amalrich I., dessen Regierungszeit ein ständiger Kampf mit Nur ad-Din und dessen Befehlshaber Saladin um die Kontrolle Ägyptens bestimmte. Obwohl vom byzantinischen Kaiser Manuel I. unterstützt, gelang es ihm am Ende nicht, Ägypten zu erobern. Amalrichs und Nur ad-Dins Tod 1174 sicherten Saladins Übermacht. Amalrich erließ in seinen ersten Regierungsjahren die so genannte Assise sur la ligece (siehe Haute Cour von Jerusalem), die Aftervasallen vor Willkürakten ihrer Lehnsherren schützen sollte, und zugleich dazu diente, diese nachgeordneten Vasallen an den König zu binden, da er nun auch (wenigstens formal) von ihnen, und nicht nur von seinen direkten Lehnsleuten, Gehorsam einfordern konnte.
Amalrichs Nachfolger war sein junger Sohn Balduin IV., der bereits in frühen Jahren an der Lepra erkrankte. Während dessen Regierungszeit begann das Königreich von innen heraus zu zerfallen, als sich Fraktionen hinter Balduins Vetter Raimund III. von Tripolis und seinem Schwager Guido von Lusignan bildeten. Hinzu kam, dass die ganze Zeit über Saladin die Kreuzfahrerstaaten von außen bedrohte. Die immer dreisteren Provokationen durch Rainald von Chatillon lieferten Saladin schließlich einen legitimen Grund, militärisch gegen das Königreich vorzugehen.

### Katastrophe von 1187
Nach Balduins Tod 1185 und einer kurzen Regierung seines minderjährigen Neffen Balduin V. übernahm Guido von Lusignan den Thron und erwies sich als katastrophaler Herrscher. Sein enger Verbündeter Rainald von Chatillon, der Herr von Oultrejordain und der Festung Karak, provozierte Saladin zu einem offenen Krieg, der in der verheerenden Niederlage in der Schlacht bei Hattin am 4. Juli 1187 endete, auch weil die Templer nicht nach der Strategie des Grafen von Tripolis kämpfen wollten. In dieser Schlacht wurden die fränkischen Streitkräfte fast völlig aufgerieben, die überlebenden Ordensritter, die mit das wichtigste militärische Potential des Königreichs darstellten, wurden von Saladins Soldaten massakriert. In den nächsten Monaten überrannte Saladin fast ohne Widerstand das gesamte Königreich, mit Ausnahme der Hafenstadt Tyrus, die durch den fähigen Neuankömmling Konrad von Montferrat verteidigt wurde. Jerusalem war verloren, wobei die Sarazenen sich bei der Einnahme der Stadt diszipliniert verhielten und das befürchtete Massaker an der christlichen Bevölkerung ausblieb – ein deutlicher Gegensatz zum Verhalten der christlichen Eroberer Jerusalems 1099.

### Rumpfstaat um Akkon (1189–1291)
Der Fall Jerusalems schockierte die Europäer und führte zum Dritten Kreuzzug, in dem Richard Löwenherz, der König von England, die syrischen Küstenstädte von Tyros bis Jaffa, insbesondere Akkon, zurückeroberte (Schlacht von Akkon) und 1192 nach der Schlacht von Arsuf einen Vertrag mit Saladin schloss. Konrad von Montferrat heiratete Isabella, die Tochter Amalrichs I., und wurde zum König des Rumpfstaates gemacht, jedoch kurze Zeit später von den Assassinen ermordet. Isabella heiratete erneut, Heinrich II. von Champagne, der neuer König wurde.

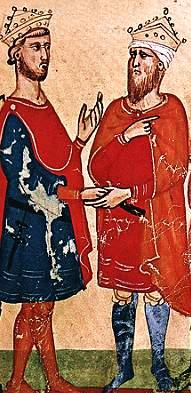
Friedrich II. (links) trifft Al-Kamil (rechts)

In den nächsten hundert Jahren führte das Königreich Jerusalem eine Existenz als Kleinstaat, dessen Kern die Städte Akkon, Tyros und Sidon an der syrischen Küste bildeten. Die Teilnehmer des Vierten Kreuzzugs erreichten das Heilige Land nicht einmal, sondern eroberten und plünderten stattdessen im Jahr 1204 Konstantinopel, die Hauptstadt des orthodox-christlichen Byzantinischen Reichs. Pläne wurden geschmiedet, um Jerusalem von Ägypten aus zurückzuerobern, der Kreuzzug von Damiette im Jahr 1217 wurde jedoch ein Fehlschlag.
Im Februar 1229 gelang es Kaiser Friedrich II., der aufgrund seiner Ehe mit Isabella II., der Erbin des Reichs, König von Jerusalem war, dem Ayyubiden-Sultan al-Kamil die Stadt durch einen Vertrag abzuhandeln (Friede von Jaffa). Die Vereinbarung hielt jedoch nur 15 Jahre. Mit dem Vertrag war dem Königreich nicht genügend Land übertragen worden, das eine Verteidigung der Stadt ermöglicht hätte. Zudem wurden alle nennenswerten Befestigungsanlagen Jerusalems vor der Übergabe geschleift. So eroberten die Ayyubiden 1244 die Stadt zurück. Infolgedessen unternahm König Ludwig IX. von Frankreich den Sechsten Kreuzzug. Dieser blieb militärisch ergebnislos, löste jedoch auf der Gegenseite politische Machtkämpfe aus, die in den Sturz der kultivierten Ayyubiden durch die von Fanatismus und Militarismus geprägten Mamluken mündeten. Eine konstruktive Diplomatie war seither nicht mehr möglich. Der Untergang von Outremer war nur noch eine Frage der Zeit.
In den späteren Jahren setzten die Kreuzfahrer ihre Hoffnung auf die mongolischen Ilchane, denen Sympathien mit dem Christentum nachgesagt wurden. Die Mongolen, die Syrien mehrfach überfallen hatten und bis dahin unbesiegt waren, wurden jedoch am 3. September 1260 bei ʿAin Dschālūt erstmals in offener Feldschlacht geschlagen. Der Sieg der Mamluken war entscheidend. Sie nahmen nun Rache an dem praktisch wehrlosen Königreich und eroberten nach und nach dessen Städte. Auch der ergebnislose Siebte Kreuzzug (1270–1272) konnte diese Entwicklung nicht umkehren. Als letzte Stadt des Königreichs Jerusalem fiel 1291 Akkon in die Hände des Mamlukensultans Chalil. Die Christen hatten fortan einen schweren Stand im nahen Osten, da die fanatischen Mamluken die Besiegten weit weniger human behandelten als Saladin 100 Jahre zuvor. 1302 ging mit der Festung Aruad der letzte Überrest der Kreuzfahrerstaaten verloren.

## Leben im Königreich Jerusalem
Als im Königreich die ersten lateinischen Generationen aufwuchsen, begannen diese, sich selbst eher als Orientalen denn als Europäer zu begreifen. Sie lernten Griechisch, Arabisch und andere nahöstliche Sprachen, heirateten Griechinnen oder Armenierinnen, selten auch getaufte Muslimas. Die Bevölkerung, die aus diesen Beziehungen hervorging, waren zum einen die Poulains und die Turkopolen. Sie stellten im Wesentlichen die Streitkräfte des Königreiches, da die muslimische Bevölkerung nicht zum Militärdienst herangezogen wurde. Um Konflikte wegen der Religionszugehörigkeit zu vermeiden, lebte man auch oft im Konkubinat zusammen, was besonders unter den katholischen Klerikern beliebt war. Prominentestes Beispiel hierfür war Heraclius von Caesarea († 1191), der Lateinische Patriarch von Jerusalem, dessen stadtbekannte Mätresse scherzhaft mit „Frau Patriarch“ angeredet wurde.
Das Königreich hatte im Wesentlichen die feudalen Strukturen des zeitgenössischen Westeuropa übernommen, allerdings mit einigen wichtigen Unterschieden. Der wichtigste war, dass das Staatsgebiet nur wenig landwirtschaftlich nutzbares Land aufwies; seit Alters her hatte die Levante eine urbane Wirtschaftsstruktur, was den Adel dazu veranlasste, in Jerusalem und anderen großen Städten zu wohnen, obwohl man wie gewohnt Großgrundbesitzer war.
Wie in Europa auch waren die Adligen Vasallen des Königs und hatten selbst Vasallen. Die ältere Forschungsmeinung, dass das Königtum an sich schwach war, wird in der neueren Forschung – wenigstens für die ersten Jahrzehnte des Bestehens – in Frage gestellt. Tatsächlich war die Krondomäne recht umfangreich und der König verfügte durchaus über einige bedeutende Rechtsmittel. Allerdings ist die Quellenlage bezüglich einer Bewertung der Stellung des Königs problematisch, da uns nur Quellen aus späterer Zeit überliefert sind, als die Macht des Königtums bereits bedeutend abgenommen hatte.
Die landwirtschaftliche Produktion wurde durch das dem feudalen System äquivalente muslimische System (die iqta) gesteuert, das von den Kreuzrittern nicht angetastet wurde. Während die Muslime in den Städten teils verfolgt wurden (in Jerusalem war ihnen der Aufenthalt sogar verboten), lebten sie auf dem Land nicht anders als zuvor auch. Der rais, das Oberhaupt ihrer Gemeinschaft, war eine Art Vasall des lokalen (christlichen) Grundherrn, deren fast ständige Abwesenheit ihnen jedoch einen hohen Grad an Autonomie verschaffte. Er produzierte die Nahrungsmittel für die Kreuzritter, war aber, anders als in Europa, nicht verpflichtet, zum Militärdienst beizutragen. Im Ergebnis war die Armee des Landes eher klein und rekrutierte sich aus den europäischen Familien der Städte.
Die urbane Zusammensetzung des Landes, vereint mit der Anwesenheit der italienischen Händler, führte dazu, dass die Wirtschaft des Landes wesentlich stärker vom Handel als von der Landwirtschaft lebte. Palästina, ein Landstrich, in dem sich schon immer die Handelsrouten gekreuzt hatten, begann nun, die Routen nach Europa für sich zu entdecken. Europäische Waren, zum Beispiel Textilien aus Nordeuropa, fanden ihren Weg nach Asien, während asiatische Güter nach Europa transportiert wurden. Die italienischen Seerepubliken machten nicht nur enorme Gewinne bei diesem Handel, sondern wurden bis in die Renaissance der späteren Jahrhunderte hinein von dem Kontakt beeinflusst.
Da die Adligen vorwiegend in Jerusalem wohnten, hatten sie einen wesentlich größeren Einfluss auf den König als in Europa. Die Bischöfe und der Hochadel bildeten die Haute Cour, eines der ersten Parlamente, dem die Wahl des neuen Königs oblag, die Finanzausstattung des Herrschers und das Ausheben der Armee.
Die Lebensweise der europäisch-stämmigen Bewohner von Outremer unterschied sich stark vom Leben in Europa. Sie war eher orientalisch geprägt. Europäer, die lange in der Levante gelebt hatten oder dort geboren waren, nahmen Bräuche und Lebensweise der Einheimischen an, was bei den kirchlichen Autoritäten und bei Neuankömmlingen aus Europa oft Unverständnis und Unmut erregte. Neben den in Europa unbekannten Gewürzen und kosmetischen Artikeln gab es durch Zugang zu gut ausgebildeten einheimischen Ärzten auch eine bessere medizinische Versorgung.
Das Königreich war eine „koloniale Gesellschaft“, d. h., es war aufgrund der geringen Anzahl europäischer Einwohner (die „Franken“ genannt wurden) auf Einwanderung aus Westeuropa angewiesen, die aber nur unregelmäßig und keineswegs ausreichend stattfand. Das Problem mangelnden Nachschubs für die Armee wurde bis zu einem gewissen Grad durch die Gründung der Ritterorden gelöst. Der Templerorden und der Johanniterorden wurden (als militärische Formation) in den Anfangsjahren des Königreichs gebildet und vertraten oft die Adligen auf dem Land. Ihre Hauptquartiere waren in Jerusalem, ihre Mitglieder lebten jedoch oft in großen Burgen außerhalb, und sie kauften die Grundstücke auf, die andere Adlige nicht länger bewirtschaften konnten. Die Ritterorden unterstanden direkt dem Papst und nicht dem König, sie waren im Wesentlichen – wie die Handelskontore – autonom und vom Militärdienst befreit, obwohl sie tatsächlich an jeder größeren Schlacht teilnahmen. Diese Orden verliehen dem Königreich zusätzliche militärische Schlagkraft, dafür sorgten sie auf politischer Ebene oft für Verwirrung und Uneinigkeit, was sich letztendlich fatal für die Kreuzfahrerstaaten auswirken sollte.
Eine der wichtigsten Quellen für das Leben im Königreich Jerusalem aus christlicher Sicht ist Wilhelm von Tyrus, aus muslimischer Sicht Ussama Ibn Munqidh.

## Könige und Regenten von Jerusalem
| Könige (Regierungszeit)                | Mitkönige und Regenten | regierende Bailli | Anmerkungen |
| -------------------------------------- | --- | --- | --- |
| Gottfried von Bouillon (1099–1100)     | | | Schlacht von Doryläum (1097) Belagerung von Jerusalem (1099) Schlacht von Askalon (1099) |
| Balduin I. von Boulogne (1100–1118)    | | | Kreuzzug von 1101 Schlacht von Harran (1104) Belagerung von Akkon (1104) |
| Balduin II. von Bourq (1118–1131)      | | Eustach Garnier (1123) Wilhelm I. von Bures (1123–1124) | Schlacht von Azaz (1125) |
| Melisende (1131–1152)                  | Mitkönig: Fulko von Anjou (1131–1143) | | |
| Balduin III. (1143–1162)               | | | Zweiter Kreuzzug (1147–1149) Belagerung von Askalon (1153) |
| Amalrich I. (1162–1174)                | | | |
| Balduin IV. der Aussätzige (1174–1183) | Regent: Miles von Plancy (1174) Regent: Raimund von Tripolis (1174–1177) Regent: Guido von Lusignan (1182–1183)                                                                                                 | | Schlacht von Montgisard (1177) |
| Balduin V. (1183–1186)                 | Regent: Raimund von Tripolis (1185–1186) | | |
| Sibylle (1186–1190)                    | Mitkönig: Guido von Lusignan (1186–1190) | | Schlacht von Cresson (1187) Schlacht bei Hattin (1187) Belagerung von Jerusalem (1187) |
| Guido (1190–1192)                      | | | Belagerung von Akkon (1189–1191) Dritter Kreuzzug (1189–1192) |
| Isabella I. (1192–1205)                | Mitkönig: Konrad I. von Montferrat (1192) Mitkönig: Heinrich I. von Champagne (1192–1197) Mitkönig: Amalrich II. von Lusignan (1197–1205)                                                                       | | Kreuzzug Heinrichs VI. (1197–1198) |
| Maria (1205–1212)                      | Regent: Johann von Ibelin (1205–1210) Mitkönig: Johann I. von Brienne (1210–1212) | | |
| Isabella II. (1212–1228)               | Regent: Johann von Brienne (1212–1225) Mitkönig: Kaiser Friedrich II. (1225–1228) | Odo von Montbéliard (1223–1227) Thomas von Aquino (1227–1228) | Kreuzzug von Damiette (1217–1221) |
| Konrad II. (1228–1254)                 | Regent: Kaiser Friedrich II. (1228–1243) Regentin: Alice von Champagne (1242–1246) Regent: Raoul von Soissons (1242–1244) Regent: Heinrich von Zypern (1246–1253) Regentin: Plaisance von Antiochia (1253–1254) | Odo von Montbéliard (1228) Balian von Sidon (1229–1231) Garnier l’Aleman (1229–1231) Richard Filangieri (1231–1242) Thomas von Aquino (1242–1243) Odo von Montbéliard (1242–1243) Balian von Ibelin (1246–1247) Johann von Ibelin (1247–1248) Jean Fuinon (1248–1249) Johann von Ibelin (1249–1254) | Kreuzzug Friedrichs II. (1228–1229) Lombardenkrieg (1229–1243) Kreuzzug der Barone (1239–1241) Schlacht von La Forbie (1244) Sechster Kreuzzug (1248–1250) Regierung Ludwigs IX. (1250–1254) |
| Konradin (1254–1268)                   | Regentin: Plaisance von Antiochia (1254–1261) Regent: Gottfried von Sergines (1261–1263) Regentin: Isabella von Zypern (1263–1264) Regent: Hugo von Antiochia (1264–1268)                                       | Johann von Ibelin (1254–1256) Johann von Ibelin (1256–1258) Gottfried von Sergines (1259–1264) Hugo von Antiochia (1264) Gottfried von Sergines (1264–1268) | Krieg von St. Sabas (1256–1258) |
| Hugo I. (1268–1284)                    | Thronanspruch durch Maria von Antiochien, dann Gegenkönig: Karl I. von Anjou (1277–1284) | Gottfried von Sergines (1268–1269) Balian von Ibelin (1276–1277) Roger von San Severino (1277–1282) Odo Poilechien (1282–1284) | Kreuzzug des Prinzen Eduard (1271–1272) |
| Johann II. (1284–1285)                 | Gegenkönig: Karl I. von Anjou (1284–1285) Gegenkönig: Karl II. von Anjou (1285) | Odo Poilechien (1284–1285) | |
| Heinrich II. (1285–1291)               | Gegenkönig: Karl II. von Anjou (1285–1286) | Odo Poilechien (1285–1286) Balduin von Ibelin (1286–?) Amalrich von Lusignan (1289–1291) | Belagerung von Akkon (1291) |

- Zur Genealogie der Könige von Jerusalem siehe: Grafschaft Boulogne, Herzogtum Rethel, Anjou und Haus Lusignan

## Titularkönige von Jerusalem
Nach dem Verlust der realen Macht in Jerusalem wurde der Anspruch auf den Titel über die Jahrhunderte hinweg vererbt. Aufgrund (oder trotz) der fehlenden Realisierung der Ansprüche erhöhte sich die Zahl der Titularkönige zwischenzeitlich auf vier: zwischen 1759 und 1860 führten die Könige von Sardinien, Neapel und Spanien sowie die Kaiser aus dem Haus Habsburg-Lothringen den Titel König von Jerusalem. Heute führt nur noch der spanische König Felipe VI. den Titel.

### Zypriotischer und savoyardischer Titel
Nach dem Untergang des Königreichs trug Heinrich II., König von Zypern 1286–1291, weiterhin den Titel eines „Königs von Jerusalem“. Nach seinem Tod wurde der Titel von seinen direkten Erben, den Königen Zyperns, bis zu ihrem Aussterben in männlicher Linie 1474 weitergeführt. Während Katharina Cornaro, die Mutter des letzten Königs und Königin ab 1474, Zypern 1489 an Venedig übergab, vererbte Charlotte von Zypern, Königin 1458–1460, nach ihrem Tod 1487 die Insel und damit auch den Anspruch auf Jerusalem per Testament an das Haus Savoyen, die Familie ihres Vetters, zweiten Ehemanns und Mitregenten Ludwigs des Jüngeren, König 1459–1460, † 1482. Den Titel König von Jerusalem führten die Herzöge von Savoyen auch als Könige von Sardinien und Könige von Italien bis 1946.

### Neapolitanischer Titel
Maria von Antiochien, Enkelin Isabellas I. von Jerusalem und Amalrichs von Zypern, erhob nach dem Tod Konradins 1268 Anspruch auf den Thron von Jerusalem. 1277 trat sie nach Vermittlung durch Clemens IV. an Karl von Anjou, König von Neapel, ab, der sich darauf als Gegenkönig zu Hugo I. von Jerusalem, König seit 1269, in Opposition begab und diesen Anspruch auch durchsetzen konnte. Der Titel des Königs von Jerusalem vererbte sich von nun an in der Herrscherlinie des Königreichs von Neapel. Zwischen 1504 und 1713 waren dies in Personalunion die Könige von Spanien aus den Häusern Trastámara und Habsburg (ab 1516), 1713–1735 Karl VI., danach die sizilianischen Könige (Bourbon-Anjou, Bourbon-Sizilien). Letztere führten den Titel bis zum Untergang des Königreichs beider Sizilien 1860.

#### Provenzalischer, Lothringischer und Österreichischer Titel
Das Erbe Ludwigs von Anjou und der Provence, dem Johanna von Neapel den Titel „König von Neapel und Jerusalem“ vererbte, ging 1483 mit dem Tod Jolandes auf das Haus Lothringen über. Über Kaiser Franz Stephan von Lothringen, den Ehemann Maria Theresias, ging der Titel auf die Regenten der Habsburgermonarchie aus der Familie Habsburg-Lothringen bis 1918 über; siehe dazu auch Großer Titel des Kaisers von Österreich.

#### Spanischer Titel
Philipp V. von Spanien musste nach dem Spanischen Erbfolgekrieg im Frieden von Utrecht u. a. das Königreich Neapel an Kaiser Karl VI. abtreten, führte jedoch die historischen Titel der spanischen Habsburgerkönige weiter, darunter König von Jerusalem. Die Könige von Spanien tragen bis heute den Titel König von Jerusalem.

### Wappen
Die meisten Titularkönige von Jerusalem trugen das Jerusalemkreuz als Anspruchswappen:

Das Große Wappen der Herzöge von Savoyen zeigt im ersten Viertel den Anspruch auf Zypern und Jerusalem
Wappen Karls I. von Neapel und seiner Nachfolger
Wappen der Herzöge von Lothringen (16. bis 18. Jahrhundert) mit dem Wappen des Königreichs Jerusalem oben links
Wappen Kaiser Karls VI. als König von Neapel
Wappen des Königreichs beider Sizilien